# Hylaeus penalaris
Hylaeus penalaris là một loài Hymenoptera trong họ Colletidae. Loài này được Dathe mô tả khoa học năm 1979.